# 東亞合睫蘚
東亞合睫蘚（学名：Symblepharis reinwardtii）为曲尾蘚科合睫蘚屬下的一个种。